# حمد (جازان)
قرية حمد، إحدى قرى منطقة جازان وهي قرية سكنية تابعة لبلدية محافظة صامطة جنوب غرب المملكة العربية السعودية، تبعد أكثر من 50 كم باتجاه الجنوب من مدينة صامطة.

## الموقع
تقع قرية حمد جنوب غرب المملكة قرب الحدود اليمنية السعودية على بعد حوالي 6 كم حيث تحدها الحدود اليمنية من الجهة الجنوبية، كما تبعد حوالي 95 كيلومترا بالاتجاه الجنوبي الشرقي من مدينة جازان، وهي تقع عند خط طول 42 درجة وخط العرض 16 درجة، كما وتبعد حوالي 4 كيلو متر أيضاً عن مركزها قرية المواسم التي تقع غرب القرية.

## انظر ايضاً
- الرمضة
- الحثيرة
- العبدلية

## وصلات خارجية
- بيانات المجلس البلدي من الأمانة العامة لشؤون المجالس البلدية.
- حصر الخدمات بالمدن والقرى بمنطقة جازان. نسخة محفوظة 25 يناير 2020 على موقع واي باك مشين.
- دليل الخدمات بمنطقة جازان.
- مصلحة الإحصاءات العامة والمعلومات.